# Castrillo de Cabrera
Castrillo de Cabrera (leóni nyelven Castriellu) település Spanyolországban, León tartományban. Lakosainak száma 102 fő (2024).

## Földrajza
Castrillo de Cabrera Encinedo, Benuza, Ponferrada és Truchas községekkel határos.

## Népesség
A település lakosságának változását az alábbi diagram mutatja:
| Lakosok száma | 182  | 165  | 188  | 165  | 141  | 133  | 129  | 119  | 106  | 102  |
|               | 2001 | 2004 | 2007 | 2009 | 2012 | 2014 | 2017 | 2019 | 2022 | 2024 |